# ビクトル・ラバナレス
ビクトル・ラバナレス（Victor Rabanales、1962年12月23日 - ）は、メキシコの元男性プロボクサー。チアパス州タパチュラ出身。元WBC世界バンタム級王者。マヤ文明の時代からメキシコのジャングル奥地に住む先住民族ラカンドン族の1人。2001年には日本で総合格闘技の試合も行った。

## 来歴
1983年8月13日、プロデビュー（初回TKO勝ち）。その後は3連敗を2度経験するなど、苦しいプロキャリアを経験。
1991年5月20日、39戦目で世界初挑戦。WBC世界バンタム級王者グレグ・リチャードソン（米国）に挑むが、12回判定負け。王座奪取に失敗。
1992年3月20日、世界再挑戦。WBC世界バンタム級暫定王座決定戦に出場し、李勇勲（韓国）に9回負傷判定勝ち。44戦目で暫定王座獲得を果たし、その後2度の防衛に成功。
1992年9月17日、日本のリングに初登場。大阪でWBC世界バンタム級正規王者辰吉丈一郎と統一戦を行い、9回TKO勝ち。正規王者に昇格した（記録上は3度目の防衛に成功）。1993年1月25日にはダドイ・アンデュハル（フィリピン）を12回判定に降し、（暫定王座獲得から数え）4度目の防衛に成功。
1993年3月28日、敵地でソウルオリンピック韓国代表選手でもあった辺丁一（韓国）を相手に5度目の防衛戦を行ったが、12回判定負けで王座から陥落。
1993年7月22日、大阪で辰吉と再戦（WBC世界バンタム級暫定王座決定戦出場/当初、この日は辰吉が辺に挑戦する予定であったが、辺が5月の初防衛戦で左手を骨折したためラバナレスとの暫定王座決定戦に変更された）。フルラウンドの激闘の末、1-2の判定負け（ジャッジ3人とも1 - 2点差の僅差）で、辰吉の雪辱を許す。
1994年6月17日、NABF北米バンタム級王者ウェイン・マッカラー（北アイルランド）に挑戦したが、僅差ながら12回判定負け（この試合はWBC世界同級王座指名挑戦者決定戦も兼ねて行われた）。
1994年11月14日、日本のリングに三たび登場。後楽園ホールでフィリピン出身の一階級上の現役日本王者ジュン・タン・佐藤とノンタイトル戦を行い、7回KO勝ち。
1995年9月14日、後の2階級世界王者ラファエル・マルケスのデビュー戦の相手を務め、8回KO勝ち。
1997年7月4日、4年ぶりの世界挑戦。タイで指名挑戦者としてWBC世界バンタム級王者シリモンコン・ナコントンパークビュー（タイ）に挑むも大差の12回判定負け。
2000年9月22日、WBU世界スーパーバンタム級王座に挑戦するも、9回TKO負け。
2001年4月12日、旧スペイン語圏バンタム級王座獲得。
2001年10月30日、WBC中米カリブバンタム級王座獲得。
2001年12月23日、総合格闘技初挑戦となったDEEPで村浜武洋と対戦。試合開始直後にテイクダウンされ、開始40秒膝十字固めで一本負け。
2003年7月17日、WBC中米カリブスーパーバンタム級王座決定戦に出場したが、8回負傷判定負け。
2003年11月21日のノンタイトル戦で10回判定負けしたのを最後に41歳で引退。
引退後メキシコのプエブラ州にあるポポカテペトル山の裾野に土地を購入。ボクシングジムやレジャー施設を建設予定だったが計画はとん挫、アパート経営やタクシー業にも失敗すると、ラバナレスが家庭内暴力を振るっていたこともあり妻が愛想を尽かして4人の子供を連れて家を出ていってしまう。家庭が崩壊、金も使い果たしたラバナレスは、辰吉に勝って獲得したWBCベルトも250ドル（約2万7千円）で売り飛ばし、酒浸りになりドラッグにも手を出すなど身を持ちを崩した。
2014年8月、アルコールとドラッグ依存症の治療のため入院したとメキシコの新聞が報道。ラバナレスはこれ以前にも入院歴があり、3か月間入院していたリハビリ施設の2階から飛び降り施設から脱走する事件を起こしていた。

## 人物
- 一見すると単なるラフファイターに見えるが、長いリーチでアウトボクシングをすることもあり、勝負所で連打するなど緻密な面もある。
- ラカンドン族の名がニックネームとなり、ビクトル・「ラカンドン」・ラバナレスとコールされることもあった。
- ラカンドン族は一夫多妻制であり、3人の妻がいた。後に1人の妻と離婚した。

## 戦績

### プロボクシング
73戦 49勝(26KO) 21敗 3分

### 総合格闘技
| 総合格闘技 戦績 | 総合格闘技 戦績 | 総合格闘技 戦績 | 総合格闘技 戦績 | 総合格闘技 戦績 | 総合格闘技 戦績 | 総合格闘技 戦績 |
| --------------- | --------------- | --------------- | --------------- | --------------- | --------------- | --------------- |
| 1 試合          | (T)KO           | 一本            | 判定            | その他          | 引き分け        | 無効試合        |
| 0 勝            | 0               | 0               | 0               | 0               | 0               | 0               |
| 1 敗            | 0               | 1               | 0               | 0               | 0               | 0               |

| 勝敗 | 対戦相手 | 試合結果           | 大会名                                     | 開催年月日     |
| ×    | 村浜武洋 | 1R 0:40 膝十字固め | DEEP2001 3rd IMPACT X'mas in DIFFER ARIAKE | 2001年12月23日 |

## 獲得タイトル
- WBC世界バンタム級王座